# Badiza quadrilinearis
Badiza quadrilinearis är en fjärilsart som beskrevs av Alfred Ernest Wileman 1914. Badiza quadrilinearis ingår i släktet Badiza och familjen nattflyn. Inga underarter finns listade i Catalogue of Life.